# 电子滤波器

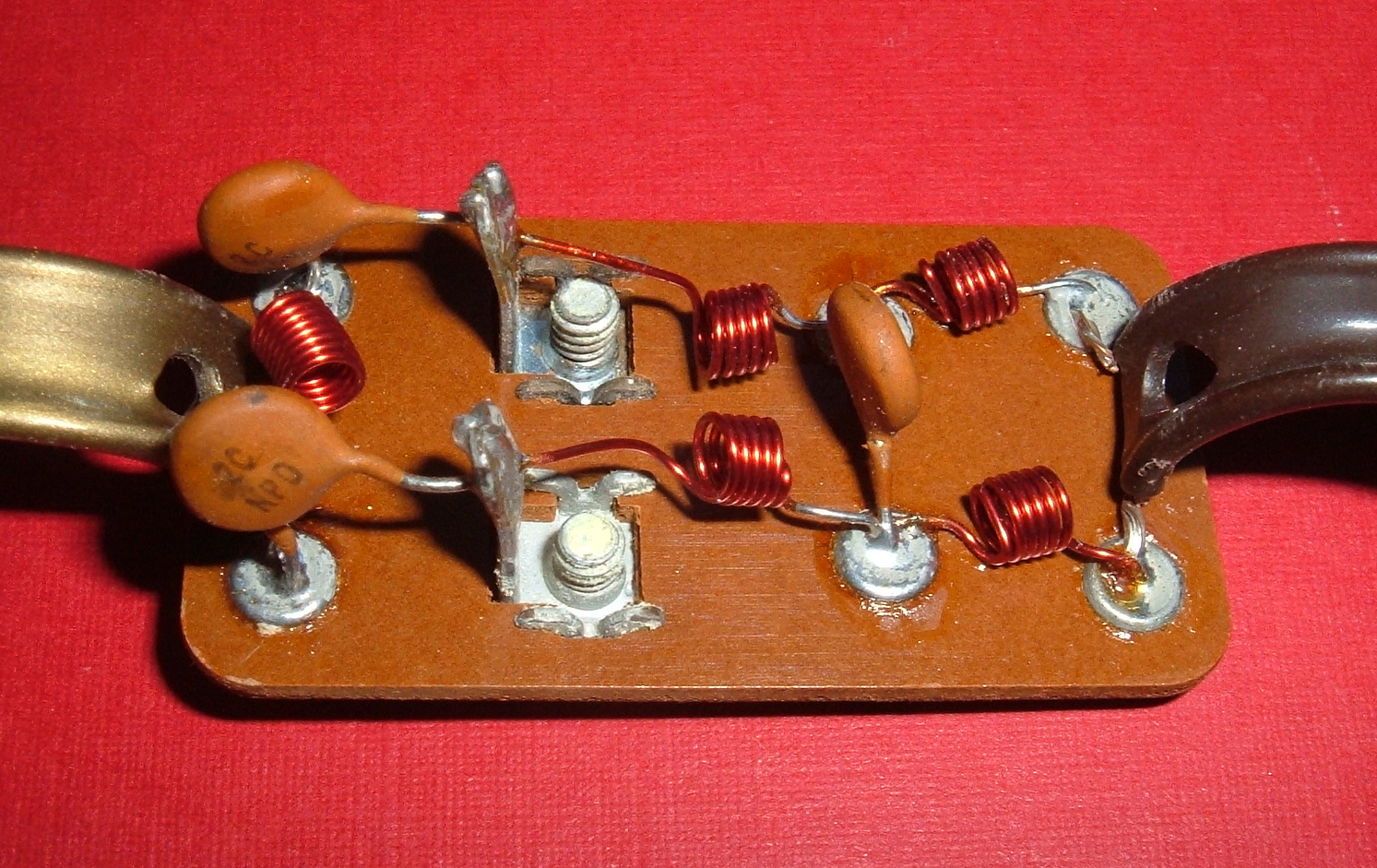
包括高通和低通滤波器的电视信号分离器

电子滤波器（英語：electronic filters）可执行信号处理功能的电子线路元件或裝置，它专门用于去除信号中不想要的成分或者增强所需成分。
电子濾波器有音频滤波器（wave filter）與雜訊濾波器（noise filter）等應用裝置，可以是：
- 的或者有源的
- 類比的或者數位的
- 离散时间（采样）的或者连续时间的
- 线性的或者非线性的
- 无限脉冲响应（IIR）或者有限脉冲响应（FIR）

不管它们的设计有什么不同，最常见的电子滤波器类型是线性滤波器。参见线性滤波器方面的文章中关于它们的设计和分析的详细内容。

## 历史
早在19世紀80年代，電阻、電容濾波電路就已經出現。具有頻率選擇功能的電感、電容諧振電路可作為最簡單的濾波器。
於1915年德國K.W.華格納和美國貝爾實驗室的G.A.坎貝爾，分別提出關於濾波器的論文，已被世界公認為濾波器的獨立發明者。
1923年以後，貝爾實驗室的O.J.查貝爾提出定K型、m誘導型影像參數濾波器設計方法。
1939年德國W.考爾和美國S.達靈頓分別提出工作參數濾波器設計理論。由於許多電路和系統都要區分不同頻率的信號，濾波器遂被廣泛地用在通信、廣播、雷達以及許多儀器和設備中。
许多复杂的多极LC滤波器也已经存在了好多年了，有许多这方面的书籍讲述这类滤波器的工作。
最古老的电子滤波器形式是使用电阻和电容或者电阻和电感构建的无源模拟线性滤波器，它们分别叫做RC和RL单极滤波器。
人们也开发了一些混合滤波器，典型的例子有将模拟放大器与机械共鸣器或者延时线组合在一起。如CCD延时线这样的设备也用作离散时间滤波器。由于数字信号处理的广泛应用，有源数字滤波器已经变得常见。

## 按照濾波技術分类

### 无源滤波器（被動式濾波）

#### 单极型

以RC實現的低通滤波器

最简单的线性滤波器的电子实现是电阻、电感和电容的组合。这些滤波器有RC、RL、LC和RLC等多种形式。所有这些类型的滤波器总称为无源滤波器，这是因为它们都不需外部电源供电。
电感阻止高频信号通过而允许低频信号通过，电容的特性却相反。信号能够通过电感的滤波器、或者通过电容连接到地的滤波器对于低频信号的衰减要比高频信號小，称为低通滤波器。如果信号通过电容、或者通过电感连接到地，那么滤波器对于高频信号的衰减要比低频信号小，称为高通滤波器。电阻自身没有频率选择的特性，但是加入到电感和电容一起决定电路的时间常数，因此也决定了相应的频率。
在大概超过100 MHz这样非常高的频率，有时电感由一个单环或者金属片组成，电容由相邻的金属片组成，它们称为stubs。

#### 多极型
二阶滤波器用Q因數来衡量。如果一个滤波器通过或者阻止的频率带宽与中心频率相比非常狭窄那么就说这个滤波器有很高的Q因數。Q定义为中心频率/3dB带宽。

### 有源滤波器（主動式濾波）
有源滤波器使用无源和有源放大元件组成，运算放大器经常用于有源滤波器设计。有源滤波器能够不使用电感就实现高Q因子和谐振。但是，它们的频率上限受制于所用放大器的带宽。

### 開關電容濾波器
較主動式濾波以開關電容電路代替電阻。

### 數位濾波器
数字信号处理可以用于廉价地构建不同类型的滤波器。信号经过采样、模数转换转变成数字流，经常使用运行在中央处理器或者特殊的数字信号处理器的计算机程序而不是硬件算法来计算输出的数字流，它的输出然后通过数模转换转变成信号。在转换过程中可能会产生噪声，但是对于许多有用的滤波器来说它们可以控制和限制的。由于涉及到采样，所以输入信号必须限定在一定的频率，否则就会产生混疊。

### 電源濾波器
電源濾波器是指裝設於交流電源側的雜訊濾波器（Noise Filter），用来消除干扰杂讯的器件，将输入或输出经过过滤而得到纯净的交流电，可將內部雜訊控制於內部中，防止雜訊藉由電纜線傳導到其他電器中。。

### 其它滤波器技术

#### 石英滤波器和压电技术
在二十世纪三十年代晚期，工程师发现如石英这样的坚硬材料制成的小型机械系统将会在从可听见的声音频率到几百兆赫兹的无线电频率发生声学谐振。
一些早期的谐振器是用钢制成的，但是很快石英就流行起来。石英的最大优点是它是压电式的，这就意味着石英振荡器可以直接将它们自身的运动转化成电子信号。另外石英随温度变化的系数很小，这就是说石英振荡器能够在很大的温度变化范围内保持稳定的频率。
石英晶体滤波器的质量因数远远高于LCR滤波器。当需要更高的稳定性时，晶体和驱动电路能够放到一个“晶体箱”中控制温度变化。对于极窄带宽的滤波器，有时需要串行使用几个晶体。
工程师发现可以在石英晶体上蒸发金属成梳状从而可以将多个晶体叠加成一个元件，在这种机制下，“抽头（tapped）延时线”在声波滑过石英晶体表面时能够增强所要频率。抽头延时线已经成为多种实现高Q滤波器方法的一个通用机制。

#### 表面声波滤波器
表面声波滤波器是经常用于无线电频率应用的机电设备，电子信号在压电晶体中转化为机械波；这个波在通过晶体传播时发生延时；后面的电极将它转换成电信号。延时的输出信号组合在一起成为有限脉冲响应滤波器的一个直接的模拟实现。这种混合滤波技术也见于模拟采样滤波器中。

#### 石榴石滤波器
另外一种实现从800MHz到5GHz微波频率滤波的方法是使用一个钇和铁化合作用制造的单晶钇铁石榴石球（YIGF或者钇铁石榴石滤波器）。石榴石位于晶体管驱动的金属带上，一个小型的环形天线连到球体顶端。电磁场将会改变石榴石允许通过的频率。这种方法的一个优点是能够通过改变磁场强度在很宽的范围内调整频率。

#### 原子滤波器
对于更高频率和更高精度要求，需要使用原子震动。原子钟使用铯激励器作为超高Q滤波器稳定主振荡器。另外一个用于带有微弱无线电信号的高固定频率场合的方法是使用红宝石激励器tapped延时线。

#### 匹配滤波
匹配滤波（matched filtering），是滤波方法最好的一种。当输入信号具有某一特殊波形时,其输出达到最大。在形式上,一个匹配滤波器由以按时间反序排列的输入信号构成。且滤波器的振幅特性与信号的振幅谱一致。因此,对信号的匹配滤波相当于对信号进行互相关运算。雷达成像时，通过匹配滤波输出脉冲带宽就是其应用实例。

## 总的分类
- 低通滤波器
- 高通滤波器
- 带通滤波器
- 带阻滤波器
- 全通滤波器
- 雜訊濾波器

## 特殊设计
- 切比雪夫滤波器
- 高斯滤波器
- 椭圆函数滤波器